# Platinum (canção de Snoop Dogg)
"Platinum" é uma canção do rapper estadunidense Snoop Dogg lançado como single promocional para o seu décimo primeiro álbum de estúdio Doggumentary. A canção conta com a participação do cantor de R&B R. Kelly e teve a produção de Lex Luger.

## Desempenho nas paradas
| Tabelas (2011)                                 | Melhores posições |
| ---------------------------------------------- | ----------------- |
| Estados Unidos (Billboard R&B/Hip-Hop Songs)   | 60                |
| Estados Unidos (Billboard R&B/Hip-Hop Airplay) | 59                |
| Estados Unidos (Billboard Rap Digital Songs)   | 47                |